# DPR Live
Хон Да Бін (кор. 홍 다빈, нар. 1 січня 1993 року, Сеул, Південна Корея), більш відомий як DPR Live (кор. 디 피알 라이브) — південнокорейський виконавець, автор пісень та продюсер. Він є частиною лейблу DPR (Dream Perfect Regime, укр. Ідеальний Режим Мрії). Хон Да Бін дебютував 15 березня 2017 року з альбомом «Coming to You».

## Особисте життя
Хон Да Бін народився 1 січня 1993 в Південній Кореї і виріс на Гуамі. Він планував продовжити свою вищу освіту в галузі психології та філософії в коледжі, перш ніж розглядати музику, але його погляди змінилися після того, як він пройшов обов'язкову військову службу в Південній Кореї, де «він знайшов натхнення, щоб здійснити свою мрію». У той період Хон Да Бін почав писати тексти до пісень та створювати музику.

## Дискографія

### Студійні альбоми
| Назва                 | Деталі альбому                                                                                    | Пікові позиції у чартах | Продажі                 |
| Назва                 | Деталі альбому                                                                                    | KOR                     | Продажі                 |
| --------------------- | ------------------------------------------------------------------------------------------------- | ----------------------- | ----------------------- |
| Is Anybody Out There? | - Реліз: 3 березня 2020 - Лейбл: Dream Perfect Regime, Kakao M - Формат: CD, цифрове завантаження | 5                       | - Південна Корея: 9,976 |

### Мініальбоми
| Назва              | Деталі альбому                                                                                                   | Пікові позиції у чартах | Пікові позиції у чартах | Продажі                  |
| Назва              | Деталі альбому                                                                                                   | KOR                     | US World                | Продажі                  |
| ------------------ | --- | ----------------------- | ----------------------- | ------------------------ |
| Coming to You Live | - Реліз: 15 березня 2017 - Лейбл: Dream Perfect Regime, Universal Music Korea - Формат: CD, цифрове завантаження | 31                      | 14                      | - Південна Корея: 880    |
| Her                | - Реліз: 7 грудня 2017 - Лейбл: Dream Perfect Regime, LOEN Entertainment - Формат: CD, цифрове завантаження      | 24                      | 8                       | - Південна Корея: 2,721  |
| Iite Cool          | - Реліз: 23 липня 2021 - Лейбл: Dream Perfect Regime, Kakao Entertainment - Формат: CD, цифрове завантаження     | 4                       | —                       | - Південна Корея: 20,518 |

### Сингли
| Назва                                                                            | Рік  | Пікові позиції у чартах | Продажі (DL)             | Альбом                |
| Назва                                                                            | Рік  | KOR                     | Продажі (DL)             | Альбом                |
| -------------------------------------------------------------------------------- | ---- | ----------------------- | ------------------------ | --------------------- |
| «Know Me» (featuring Dean)                                                       | 2017 | —                       | Н/Д                      | Coming to You Live    |
| «Please» (featuring Kim Hyo-eun, G2 and Dumbfoundead)                            | 2017 | —                       | Н/Д                      | Coming to You Live    |
| «Right Here Right Now» (з Loco та Jay Park)                                      | 2017 | —                       | Н/Д                      | Coming to You Live    |
| «Laputa» (з Crush)                                                               | 2017 | —                       | Н/Д                      | Coming to You Live    |
| «Jasmine»                                                                        | 2017 | —                       | - Південна Корея: 16,000 | Her                   |
| «Martini Blue»                                                                   | 2017 | —                       | - Південна Корея: 17,661 | Her                   |
| «Action!» (з Gray)                                                               | 2018 | 87                      | Н/Д                      | Action!               |
| «Playlist»                                                                       | 2018 | —                       | Н/Д                      | Playlist              |
| «Gravity»                                                                        | 2019 | —                       | Н/Д                      | Gravity               |
| «Kiss Me»                                                                        | 2020 | 185                     | Н/Д                      | Is Anybody Out There? |
| «Yellow Cab»                                                                     | 2021 | —                       | Н/Д                      | Iite Cool             |
| «Hula Hoops» (разом з Beenzino та Hwasa)                                         | 2021 | 185                     | Н/Д                      | Iite Cool             |
| «—» релізи, що не потрапили у чарти або не були випущені у відповідних регіонах. |      |                         |                          |                       |

## Музичні відео
| Рік  | Назва                                                                                     | Альбом                                               | Режисер(и)              |
| ---- | ----------------------------------------------------------------------------------------- | ---------------------------------------------------- | ----------------------- |
| 2015 | «Till I Die»                                                                              | Till I Die (single)                                  | +IAN (Christian Yu)     |
| 2016 | «Eung Freestyle» (응프리스타일) (feat. DPR Live, Sik-K, Punchnello, Owen Ovadoz, Flowsik) | Eung Freestyle (single)                              | DPR, KRSP, Lee Han Kyul |
| 2016 | «God Bless» (feat. Punchnello)                                                            | God Bless (single)                                   | +IAN (Christian Yu)     |
| 2016 | «갈증» (Thirst)                                                                           | 갈증 (Thirst) (single)                               | +IAN (Christian Yu)     |
| 2017 | «Know Me» (feat. Dean)                                                                    | Coming To You Live                                   | +IAN (Christian Yu)     |
| 2017 | «Please» (feat. 김효은, G2 & Dumbfoundead)                                                | Coming To You Live                                   | +IAN (Christian Yu)     |
| 2017 | «Right Here Right Now» (feat. Loco & Jay Park)                                            | Coming To You Live                                   | +IAN (Christian Yu)     |
| 2017 | «Laputa» (feat. Crush)                                                                    | Coming To You Live                                   | +IAN (Christian Yu)     |
| 2017 | «Cheese & Wine»                                                                           | Coming To You Live                                   | +IAN (Christian Yu)     |
| 2017 | «Jasmine» (prod by. Code Kunst)                                                           | Jasmine (single)                                     | +IAN (Christian Yu)     |
| 2017 | «Martini Blue»                                                                            | Her (EP)                                             | +IAN (Christian Yu)     |
| 2017 | «Text Me»                                                                                 | Her (EP)                                             | +IAN (Christian Yu)     |
| 2018 | «Playlist»                                                                                | Playlist (single)                                    | +IAN (Christian Yu)     |
| 2020 | «Legacy»                                                                                  | Is Anybody Out There?                                | +IAN (Christian Yu)     |
| 2020 | «Kiss Me»/«Neon»                                                                          | Is Anybody Out There?                                | +IAN (Christian Yu)     |
| 2021 | «Yellow Cab»                                                                              | Iite Cool (EP)                                       | +IAN (Christian Yu)     |
| 2021 | «Hula Hoops» (feat. Beezino, Hwasa)                                                       | Iite Cool (EP)                                       |                         |
| 2021 | «Diamonds + and Pearls» (feat. DPR Ian, Peace)                                            | Shang-Chi and the Legend of the Ten Rings: The Album |                         |

## Концертні тури
- Coming To Your Live Tour (2018)
- The Regime World Tour (2022)